# Plourac'h

Plourac'h este o comună în departamentul  Côtes-d'Armor, Franța. În 1 ianuarie 2022 avea o populație de 350 de locuitori.